# Anna Białkowska
Anna Maria Białkowska z domu Szara (ur. 3 września 1971 w Radomiu) – polska polityk, pedagog i samorządowiec, w latach 2014–2015 wiceprezydent Radomia, posłanka na Sejm VIII kadencji.

## Życiorys
Ukończyła pedagogikę wychowawczo-opiekuńczą w Wyższej Szkole Pedagogicznej im. Jana Kochanowskiego w Kielcach, kształciła się również w zakresie oligofrenopedagogiki. Pracowała jako nauczycielka wychowania fizycznego i pedagog, pełniła funkcję wicedyrektora Zespołu Szkół Skórzano-Odzieżowych, Stylizacji i Usług w Radomiu.
Działalność polityczną związała z Platformą Obywatelską, została przewodniczącą koła młodych w ramach radomskich struktur tego ugrupowania. W 2010 i 2014 bez powodzenia startowała z listy PO do sejmiku mazowieckiego. W 2011 bezskutecznie ubiegała się o mandat poselski.
W grudniu 2014 nowo wybrany prezydent Radomia Radosław Witkowski powierzył jej stanowisko swojego zastępcy ds. zdrowia i polityki społecznej. W wyborach parlamentarnych w 2015 Anna Białkowska kandydowała do Sejmu z 3. miejsca na liście PO w okręgu radomskim. Została wybrana na posłankę VIII kadencji, otrzymując 7466 głosów. W Sejmie została członkinią Komisji Edukacji, Nauki i Młodzieży oraz Komisji Samorządu Terytorialnego i Polityki Regionalnej, pracowała też w Komisji Polityki Społecznej i Rodziny (2015–2016) oraz w Komisji Kultury i Środków Przekazu (2015–2018). W wyborach w 2019 nie uzyskała poselskiej reelekcji. W grudniu tegoż roku została dyrektorem Biura Spraw Senatorskich w Senacie RP.

## Życie prywatne
Jest zamężna ze Sławomirem Białkowskim, wybieranym na wójta gminy Zakrzew.